# Marko Mlinarić
Marko Mlinarić "Mlinka" (Zagreb, 1. rujna 1960.) bivši hrvatski nogometni reprezentativac.
Nastupao je za Dinamo od 1978. do 1987. godine, te u sezoni 1995./96. S Dinamom je osvojio jugoslavensko prvenstvo 1981./82. godine nakon 24 godine posta za maksimirski klub, te Kup maršala Tita (1979./80. i 1982./83.). 
Nakon odlaska iz Dinama nastupao je za francuski Auxerre 1987. do 1989. i Cannes 1990./91. Nakon toga vraća se u Hrvatsku te nastupa za Segestu iz Siska od 1991. do 1995. Drugi put se vraća u Dinamo u sezoni 1995./96. te osvaja prvenstvo i kup. 
Bio je uspješan graditelj igre. Bio je vrhunski tehničar, odličan dribler i majstor proigravanja i pucanja na protivnička vrata. 
Za jugoslavensku reprezentaciju odigrao je 17 utakmica i postigao jedan pogodak. Prvi put je nastupio u Parizu 1983. protiv Francuske, a posljednju utakmicu je odigrao 1988. protiv Španjolske u Oviedu. 
Za hrvatsku reprezentaciju nastupio je samo jednom, 17. listopada 1990. godine u Zagrebu, u prvoj povijesnoj prijateljskoj utakmici hrvatske nogometne reprezentacije od uspostave neovisnosti, protiv reprezentacije SAD-a, u kojoj je Hrvatska pobijedila 2:1, a Mlinarić proglašen najboljim igračem.
Od 1997. godine radi kao trener u omladinskoj školi u Dinamu. U sezoni 2010./11. je bio pomoćni trener u seniorima Dinama.

## Vanjske poveznice
- Reprezentativci Jugoslavije - Marko Mlinarić[neaktivna poveznica]